# Erechtia ophthalmica
Erechtia ophthalmica är en insektsart som beskrevs av Leon Fairmaire. Erechtia ophthalmica ingår i släktet Erechtia och familjen hornstritar. Inga underarter finns listade i Catalogue of Life.